# Station Kutowinangun
Kutowinangun is een spoorwegstation in de Indonesische provincie Midden-Java.

## Bestemmingen
- Kutojaya Selatan: naar Station Kiaracondong en Station Kutoarjo